# ستان وأولي
ستان وأولي (بالإنجليزية: Stan & Ollie) فيلم سيرة ذاتية قادم للمخرج جون إس. بيرد وسيناريو جيف بوب.الفيلم يحكي قصة الثنائي الكوميدي لوريل وهاردي
الفيلم من بطولة ستيف كوجان وجون ك. رايلي.

## طاقم العمل
- ستيف كوجان بدور ستان لوريل
- جون ك. رايلي بدور أوليفر هاردي
- شيرلي هندرسون بدور لوسيل هاردي
- داني هيوستن بدور هال روتش
- نينا أرياندا بدور أيدا كيتيفا لوريل
- روفوس جونز بدور برنارد ديلفونت
- سوسي كين بدور سينثيا كلارك

## وصلات خارجية
- الموقع الرسمي

ستان وأولي على موقع IMDb (الإنجليزية)
- ستان وأولي على موقع ميتاكريتيك (الإنجليزية)
- ستان وأولي على موقع روتن توميتوز (الإنجليزية)
- ستان وأولي على موقع ألو سيني (الفرنسية)
- ستان وأولي على موقع بوكس أوفيس موجو (الإنجليزية)
- ستان وأولي على موقع فيلمافينيتي (الإسبانية)
- ستان وأولي على موقع قاعدة بيانات الفيلم (الإنجليزية)
- ستان وأولي على موقع ليتربوكسد (الإنجليزية)
- ستان وأولي على موقع كينوبويسك (الروسية)